# Ahmed Arif
Ahmed Arif (* 21. April 1927 in Diyarbakır; † 2. Juni 1991 in Ankara) war ein Dichter aus der Türkei. Sein echter Name war Ahmed Önal, doch er benannte sich nach seinem Vater Arif Hikmet, einem türkischstämmigen Offizier in Ahmed Arif um. Seine Mutter, die kurdischstämmige Sare Hanım, verstarb früh. Er wuchs in einer multikulturellen Umgebung auf und beherrschte neben dem Türkischen auch Dimilkî (Zazaisch), Kurmandschi und Arabisch.
Seine Jugend verbrachte Ahmed Arif in Diyarbakir und Siverek. Die Mittelschule besuchte er in Urfa und Afyon. Später ging er nach Ankara, um dort an der Universität Philosophie zu studieren. Zwischen 1944 und 1955 veröffentlichte er viele Gedichte in verschiedenen Zeitschriften. Wegen politischer Gründe war er von 1950 bis 1952 im Gefängnis. Arif bekannte sich zeitlebens zum Sozialismus.
Ahmed Arif wurde zu einem der meistgelesenen Lyriker der Türkei. Seine Lyrik fand aufgrund seiner Darstellung der anatolischen Folklore und seiner Originalität große Verbreitung. Bis heute erschienen 49 Neuauflagen seines Buches und es gab unzählige Raubdrucke. Zudem verwenden viele linke Musikgruppen und Sänger in ihren Texten Ausschnitte aus seinen Gedichten.
Während seines Lebens veröffentlichte Arif nur eine Gedichtsammlung 1968 mit dem Titel Hasretinden Prangalar Eskittim. Sein Sohn veröffentlichte 2003 eine weitere Sammlung mit dem Titel Yurdum Benim Şahdamarım. Beide Sammlungen erschienen 2018 als zweisprachiges Kompendium mitsamt Beiträgen von Filinta Önal, Veysel Öngören, Metin Demirtaş und Adnan Binyazar im Berliner Dağyeli Verlag.